# Allylmethylsulfide
Allylmethylsulfide is een organische verbinding met als brutoformule C4H8S. De zuivere stof komt voor als een kleurloze ontvlambare vloeistof met een karakteristieke knoflookgeur. Het is namelijk een thio-ether die zorgt voor de onaangename mond- en lichaamsgeur van iemand die knoflook gegeten heeft.

## Synthese
Allylmethylsulfide wordt bereid door de reactie van allylchloride met natriumhydroxide en methaanthiol:
{\displaystyle \mathrm {H_{2}C{=}CHCH_{2}Cl\ +\ NaOH\ +\ CH_{3}SH\longrightarrow \ H_{2}C{=}CHCH_{2}SCH_{3}\ +\ H_{2}O\ +\ NaCl} }